# Friedenskirche (Barmen)

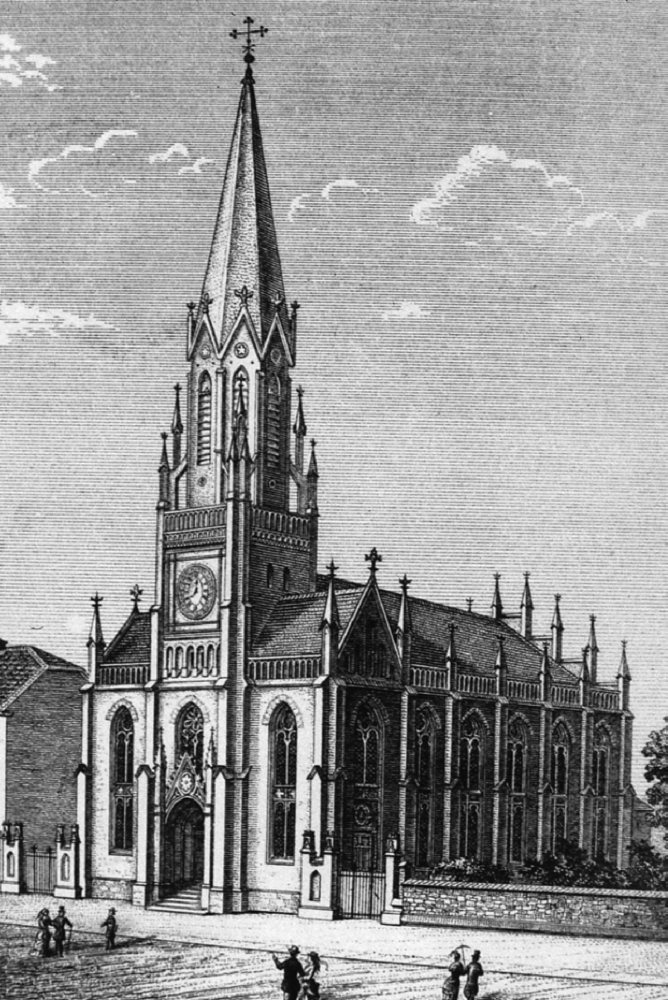
Die Friedenskirche im Zustand nach der Erbauung

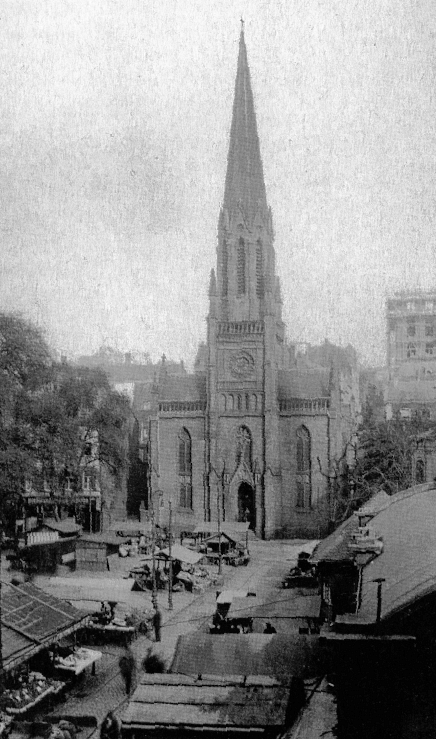
Foto aus der Zeit nach der Erbauung

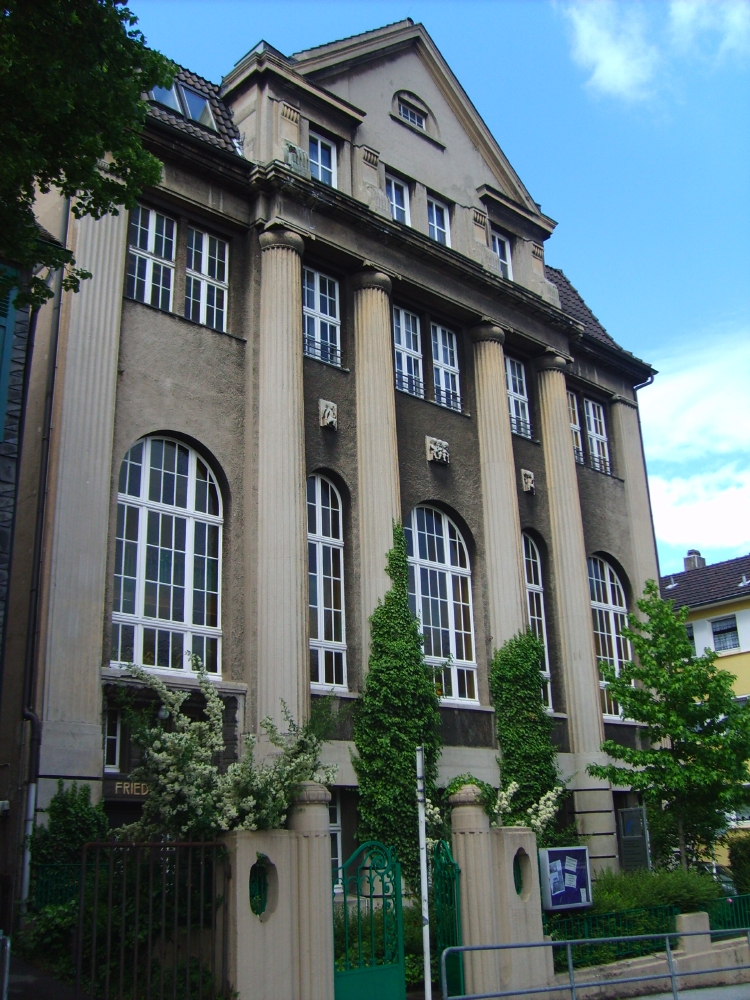
Das „Friedensheim“

Die Friedenskirche im Zentrum Barmens, der so genannten Gemarke (ab 1929 Teil von Wuppertal), war das zweite für die lutherische Gemeinde Barmens errichtete Gotteshaus. Es befand sich am nordöstlichen Rand des Barmer Neumarkts, zwischen Mühlenweg und Großer Flurstraße.

## Geschichte
Im Zuge der Industrialisierung nahm die Zahl der Lutheraner in Barmen nicht zuletzt durch Zuzug aus dem weitgehend lutherischen Preußen stark zu. Die Alte Kirche Wupperfeld wurde als bis dato einzige lutherische Kirche Barmens für die bis 1850 auf rund 10.000 Gläubige angestiegene lutherische Gemeinde Wupperfeld zu klein. 1851 begann die Gemeinde über neue Kirchenbauten nachzudenken, 1866 gab man Pläne zum Bau einer Großkirche auf und entschied sich zugunsten zweier neuer kleinerer Kirchen in zwei unterschiedlichen Randgebieten der Gemeinde: der Friedenskirche im Westen, nicht weit von der reformierten Gemarker Kirche, und der Johanniskirche im Osten auf der gegenüberliegenden Wupperseite. Mit der Planung beider Kirchen wurde der Berliner Architekt Hermann Cuno beauftragt. Die Friedenskirche war die größere, als erste vollendete Kirche, im Juli 1869 erfolgte die Grundsteinlegung, am 29. November 1871, knapp ein Jahr vor der Eröffnung der Johanniskirche, wurde die Friedenskirche eingeweiht.

## Baubeschreibung
Wie auch die Johanniskirche war die Friedenskirche ein backsteinvermauerter, neogotischer Bau. Der dreischiffigen Hallenkirche war ein Querriegel mit Nebeneingängen an den Seiten unter eigenen Dreiecksgiebeln vorgesetzt. In der Mitte dieses Querbaus erhob sich der quadratische Turm mit dem Hauptportal, der sich oberhalb des Uhrgeschosses achteckig fortsetzte und mit einem achteckigen Spitzhelm bekrönt war. Hinter der Fassade der freistehenden Kirche befand sich das Langhaus mit fünf durch hohe Fenster erleuchteten Jochen. An der rückwärtigen, durch einen Treppengiebel abgeschlossenen Nordwand war ein Fünfachtelchor eingezogen. Eine Art Zwerggalerie als horizontales Gliederungselement und zahlreiche, mit Kreuzblumen gekrönte Türmchen in Traufhöhe, am Treppengiebel und am oberen Abschluss der zweiten Turmgeschosses gaben dem Bau ein filigranes Aussehen.
Das Innere war durch hölzerne Emporen in drei Schiffe gegliedert, am Triumphbogen befand sich die Kanzel, das Gestühl war parallel in Richtung des Chores ausgerichtet. Über dem Eingang befand sich eine dritte Empore. Die Kirche bot 1.200 Personen Platz. Die Kirche besaß ein dreiteiliges Altarwerk von dem Künstler Paul Haendler. Bei einer Renovierung 1928/29 wurde die Kanzel mittig hinter den Altar gesetzt und im Sinne bergischer Predigtkirchen das Gestühl konzentrisch auf die Kanzel ausgerichtet. Am 30. Mai 1943 wurde die Kirche bei einem schweren Luftangriff auf Barmen zerstört, die Überreste wurden 1952 abgetragen. Auf dem Gelände steht heute die Nordostecke des Anbaus des Rathauses Barmen.

## Friedensheim
Der Gemeinde diente nach dem Zweiten Weltkrieg das 1912/13 schräg gegenüber am Mühlenweg errichtete und am 4. Januar 1914 eingeweihte Friedensheim als Gotteshaus, eigentlich das Gemeindehaus der Friedenskirche, das über einen recht großen Kirchsaal verfügte. Dieses Gebäude ist ein frühes Beispiel für die in der Abkehr von Historismus und Jugendstil in den 1910er Jahren erfolgten Versachlichung der Baukunst und steht deshalb seit 1994 unter Denkmalschutz. Mit der Vereinigung der lutherischen mit den reformierten Gemeinden Wuppertals Mitte der achtziger Jahre des 20. Jahrhunderts schloss sich die erst 1967 selbstständig gewordene lutherische Friedenskirchengemeinde mit der reformierten Gemeinde der Gemarker Kirche zur Vereinigten evangelischen Gemeinde Gemarke in Wuppertal-Barmen zusammen. Seit 1997 fanden keine regelmäßigen Gottesdienste der Gemeinde in dem Gebäude mehr statt, es diente aber der Afrikanischen Gemeinde für den Sonntagsgottesdienst. Im Sommer 2010 verkaufte die Ev. Kirchengemeinde Gemarke-Wupperfeld in Barmen das Gebäude an einen Wuppertaler Investor, die Afrikanische Gemeinde hält ihre Gottesdienste seitdem im Lutherheim der Lutherkirche am Heidt ab. Seit 2014 befindet sich in einem Raum im ehemaligen Kirchsaal der Gottesdienstraum der Selbständigen Evangelisch-Reformatorischen Gemeinde (SERG) Wuppertal.